# كانا
كانا هي نظام الكتابة المقطعية التي تُشكل أجزاء نظام الكتابة الياباني، على عكس الكتابة الرمزية الصينية المعروفة في اليابان باسم كانجي. يستخدم نظام الكتابة الياباني الحديث نوعين من الكتابة المقطعية: هيراغانا ذات الحروف المتصلة وكاتاكانا الزاويّة. تُصنف كانا أيضًا على أنها الاستخدام المقطعي القديم للكانجي المعروفة باسم مانيوغانا، التي ينحدر من سلالتها كلًا من الهيراغانا والكاتاكانا. هينتاغانا هي متغيرات تاريخية من هيراجانا القياسية الحديثة. تحتوي الهيراغانا والكاتاكانا في اللغة اليابانية الحديثة على مجموعات متطابقة من الحروف التي تمثل نفس سلسلة الأصوات مباشرة.
تُستخدم الكاتاكانا، مع بعض الإضافات أيضًا في كتابة لغة الأينو.
استخدمت كانا التايوانية في هوكين التايوانية، مثل: الحواشي (فوريغانا) في الأحرف الصينية في تايوان في ظل الحكم الياباني.
يُعتبر نظام كانا تمثيل دقيق جدًا للغة اليابانية المنطوقة، نظرًا للعدد المحدود من الصوتيات في اللغة اليابانية، بالإضافة إلى البنية المقطعية الجامدة نسبيًا.

## الاستخدام الحديث
الفرق في الاستخدام بين الهيراغانا والكاتاكانا هو الأسلوبية. هيراغانا هي نظام الكتابة المقطعية عادةً، وتُستخدم الكاتاكانا في بعض الحالات الخاصة.
تُستخدم الهيراغانا في كتابة الكلمات اليابانية الأصلية دون تمثيل كانجي (أو الكلمات التي يكون تمثيل كانجي لها غامض أو صعب)، بالإضافة إلى العناصر النحوية، مثل: أدوات الجزم والتصريفات (أوكيوريغانا).
تُستخدم الكاتاكانا بشكل شائع اليوم في كتابة الكلمات ذات الأصل الأجنبي والتي لا تحتوي على تمثيل كانجي، بالإضافة إلى أسماء الأشخاص والأماكن الأجنبية. تُستخدم الكاتاكانا أيضًا في تمثيل المحاكاة الصوتية وصيغ التعجب والتوكيد والمصطلحات الفنية والعلمية ونسخ القراءات الصينية اليابانية للكانجي وبعض العلامات التجارية للشركات.
يُمكن كتابة كانا بشكل صغير أعلى أو بجوار كانجي الأقل شهرة من أجل إظهار النطق؛ وهذا ما يسمى فوريغانا. تُستخدم الفوريغانا على نطاق واسع في كتب الأطفال أو التلاميذ. قد يستغنى الأدب المُوجه للأطفال الصغار الذين لا يعرفون كانجي عن استخدامها تمامًا واستخدام هيراغانا بدلًا منها جنبًا إلى جنب في الفراغات.

## التاريخ
أُطلق على أول نظام لكانا اسم مانيوغانا، وهي مجموعة من الكانجي التي تُستخدم لأهميتها الصوتية فقط، مثلما يستخدم الصينيون الرموز لأهميتها الصوتية في الكلمات الأجنبية الدخيلة (خاصة أسماء الأعلام) اليوم. المانيوغانا هي مقتطفات أدبية شعرية جُمعت في عام 759، وكُتبت بهذه الكتابة المبكرة. تطورت هيراغانا كأسلوب كتابة مميز عن مانيوغانا ذات الحروف المتصلة، في حين تطورت كاتاكانا من أجزاء مختصرة من الكتابة العادية لمانيوغانا إلى نظام تحشية لإضافة قراءات أو تفسيرات للسوترا البوذية.
يُقال تقليديًا أن مخترع الكانا هو الكاهن البوذي كوكاي في القرن التاسع. أحضر كوكاي بالتأكيد كتابة سيدهاو هندية الأصل عند عودته من الصين عام 806؛ أدى اهتمامه بالجوانب المقدسة للكلام والكتابة إلى استنتاج مفاده أن اللغة اليابانية ستمثل أبجديةً صوتيةً بشكل أفضل أكثر من الكانجي التي ما زالت تُستخدم حتى تلك المرحلة. يعكس الترتيب الحديث للكانا ترتيب سيدهام، ولكن يتبع ترتيب إيروها التقليدي قصيدة تستخدم كل كانا مرة واحدة.
جُمعت مجموعة كانا الحالية في عام 1900، والقواعد لاستخدامها في عام 1946.